# Kibara fragrans
Kibara fragrans är en tvåhjärtbladig växtart som beskrevs av W.R. Philipson. Kibara fragrans ingår i släktet Kibara och familjen Monimiaceae. Inga underarter finns listade i Catalogue of Life.